# Teraz Gorzów
Teraz Gorzów – bezpłatny tygodnik miejski, ukazujący się na terenie Gorzowa Wielkopolskiego.
Tygodnik wydawany jest w nakładzie 12 tysięcy egzemplarzy. Jego tematyka - dotycząca głównie społeczności, kultury i polityki - dotyczy spraw lokalnych. Wydawcą są Media Regionalne Sp. z o.o. Oddział w Zielonej Górze.